# Ruaha Catholic University
Die Ruaha Catholic University (RUCU) ist eine staatlich anerkannte Privatuniversität in Iringa in Tansania. Sie wird von der römisch-katholischen Kirche betrieben und hatte im Studienjahr 2016/17 rund 5000 Studenten bei 148 Dozenten.

## Lage
Die Universität liegt im südlichen Hochland von Tansania, im Zentrum der Hauptstadt der Region Iringa.

## Geschichte
Im Jahr 2005 wurde der Vorläufer der Universität als College der St. Augustine Universität auf dem Gelände der früheren Dr. Amon J. Support Bankers-Akademie gegründet. Da das College rasch wuchs, wurde sie am 29. September 2014 zur eigenständigen Universität erhoben.

## Studienangebot
Die Universität besteht aus fünf Fakultäten und einem Institut:
- Fakultät für Kunst- und Sozialwissenschaften (FASS): Seit 2008 werden Lehramtsstudenten für Sekundärschulen ausgebildet. Neben der Ausbildung zu Bachelor und Master werden auch Doktoratsstudien für Kommunalentwicklung und Tourismus angeboten.[4]
- Juristische Fakultät (FOL): Die Fakultät bietet die Ausbildung zum Bachelor, zum Diplom und ein Doktoratsstudium an.[5]
- Fakultät für Informations- und Kommunikationstechnologie (FICT): Seit dem Studienjahr 2005/2006 werden Experten der Informationstechnologie in den Bereichen Informatik, Mathematik und Naturwissenschaften sowie Umweltgesundheitswissenschaften ausgebildet.[6]
- Fakultät für Erziehungswissenschaften (FOE): Die erst 2018 gegründete Fakultät bildet Lehrer zum Master und zum Doktor der Philosophie aus.[7]
- Wirtschaftswissenschaftliche Fakultät (FBMS): Diese Fakultät besteht aus den Fachbereichen Rechnungswesen und Finanzen sowie Wirtschaftswissenschaften und Beschaffung.[8]
- Institut für Heilberufe (IAHS): Das Institut bietet eine praxisorientierte Ausbildung für Gesundheitsdienstleister in den Bereichen medizinisches Labor und Pharmazie.[9]

## Rangliste
Von EduRank wird die Universität als 21. in Tanzania, als Nummer 667 in Afrika und 11.996 weltweit geführt (Stand 2021).